# ALPHAVET Zrt.
Az ALPHAVET Állatgyógyászati ZRT. 1989-ben alapított magyar tulajdonú vállalkozás.
A klasszikus állatkórházi gyógyító tevékenysége mellett állatgyógyszert fejleszt, gyárt, forgalmaz, és állateledellel, valamint -felszereléssel folytat kis- és nagykereskedelmi tevékenységet.
Küldetése: „Az agrárium jövőjéért, állataink jóllétéért”.

## A kezdetek
Az Alpha-Vet Kft. története a székesfehérvári állatkórház, az Állatorvostudományi Egyetem (ÁOTE) Gyakorló Klinikája Kft. megvásárlásával kezdődött.
1992-től több szervezeti változtatás után, az állatkórházi szolgáltatások mellett a vállalat állatgyógyszerrel, majd később állateledellel kezdett nagy- es kereskedelmi tevékenységbe. ’98-ra piacának egyik meghatározó szereplője lett. Kizárólagos hazai forgalmazója több nemzetközi gyógyszer- és állateledel-gyártónak. 2002-től országos logisztikai hálózat kiépítésé kezdte meg a kft. Ennek eredményeként napjainkra 3 központi telephelyen közel 12 000 m²-en raktároz állateledeleket és 3000 m²-en állatgyógyászati készítményeket. A cég mára 29 kereskedelmi egységet és közel 100 ezer regisztrált vásárlóval rendelkező értékesítési hálózatot tud magáénak.
A magas színvonalú állategészségügyi hátteret világhírű állatorvos elődök teremtették meg. Ennek létrejöttében meghatározó szerepet töltött be dr. Köves János, aki 1912-ben alapította meg a Phylaxia Oltóanyagtermelő Vállalatot. Dr. Móré Attila, az Alpha-Vet tulajdonosa állatorvosi hivatása iránti elkötelezettsége okán fontosnak tartotta és tartja napjainkban is, hogy a nagy múltú magyar állatgyógyszer-gyártás hagyománya tovább folytatódjon. 
Ezzel az Alpha-Vet Állatgyógyászati Kft. a gyógyszeriparnak egy igen fontos szegmensében, a magyar fogyasztók biztonságos élelmiszerellátásában nélkülözhetetlen állatgyógyszergyártásban hajtott végre jelentős beruházásokat. A Kormány és az Európai Unió támogatásával az Alpha-Vet Állatgyógyászati Kft. korszerűsítette és bővítette állatgyógyszergyárát Bábolnán. Az üzem Magyarország EU GMP tanúsítvánnyal rendelkező high-tech állatgyógyszert gyártó állategészségügyi intézménye lett. Az állatgyógyszergyár felújítása, bővítése mellett a termékek fejlesztését és korszerűsítését is megkezdte. Célja, hogy a magyar állattenyésztők eredményes gazdálkodását a világpiacon is versenyképes állatgyógyászati termékekkel tudja segíteni. A fejleszteni kívánt gyógyszerek olyan betegségek elleni készítmények, amely betegségek jelenleg nagy gyakorisággal fordulnak elő, így komoly piaci igény van a kifejlesztendő termékekre. Beruházásaik összértéke meghaladta a 3 milliárd forintot.
2011-ben es 2012-ben az Alpha-Vet Kft. egymást követő két évben is megkapta a legstabilabb pénzügyi háttérrel rendelkező vállalatoknak járó kiválósági díjat, a Soliditet AAA tanúsítványát. Európa 17 országában elfogadott tanúsítvány garancia arra, hogy az Alpha-Vet Kft. saját piacának meghatározó és tőkeerős szereplője. Az Alpha-Vet pénzügyi stabilitása 99,97%. Ilyen fokú biztonsággal a hazai vállalatok mindössze 10%-a rendelkezik.

## Gyártás
Az Alpha-Vet a termékféleségek több nagy csoportjában rendelkezik saját készítménnyel. 

### Alphaplant üzletág
Növényi tápanyag-kiegészítő termékei csak természetes összetevőket tartalmaznak, és ökológiai minősítéssel rendelkeznek. Használatukkal az elvárt termelési eredmények sok esetben növelhetők. A termesztett növények környezetkímélő védelme érdekében az Alpha-Vet Kft. balatonfűzfői telephelyén egy új növényitápoldat-gyártó üzemet létesített. A beruházás célja a hazai gazdaságok jövedelmezőségének fenntartható módon történő növelése. Az Alpha-Vet új gyártóüzemben előállított készítmények klasszikus értelemben növényvédő szernek nem minősülő, a növények saját védekező rendszerét stimuláló készítmények. A fenntartható és intenzív növénytermesztés érdekében fejlesztett és gyártott termékek gazdaságosak, a környezetre nem ártalmasak, szélsőséges időjárási helyzetekben is segítséget nyújtanak. 

### Alphafeed üzletág
Az Alpha-Vet a takarmánykiegészítő termékeit a Balatonfűzfőn tálalható üzemében gyártja. Az ott készülő termékek két nagy csoportba sorolhatóak. A vízben oldódó vitaminkészítmények know-how-ját a Phylaxia alakította ki több évtizedes termékfejlesztési és értékesítési tapasztalatok alapján. Napjainkban a cég folytatja ezeknek a hagyományosan magas színvonalú termékeknek a gyártását.
Huminsav tartalmú termékcsaládja a fajlagos takarmány felhasználás csökkentésétől, az általános immunállapot javításán keresztül, a specifikus toxikus anyagkötő képességig sok élettani folyamatot befolyásol kedvezően. A 2011. és 2015. évi Országos Mezőgazdasági és Élelmiszeripari Kiállításon Állattenyésztési Nagydíjat kapott.

### Állatgyógyászati készítmények
Állatgyógyászati készítményei gyártását Bábolnán végzi. A gyártásban és termékek törzskönyveiben felhalmozott több évtizedes Phylaxia tudásra alapozva korszerűsítette és bővítette az állatgyógyszergyárat, és aktualizálta a termékek törzskönyvi dokumentációját. Innovatív beruházásainak eredményeképpen állatgyógyászati termékeinek köre bővült szájon át beadandó és külsőleg használandó oldatokkal, tablettákkal, valamint a takarmányba keverhető gyógypremixek új generációjával, a modernebb gyógyszerformájú, fluid granulált típusokkal. Állatgyógyászati készítményei antibiotikum vagy antiparazitikum tartalmúak, így az állattenyésztésben komoly kiesést okozó baktériumos fertőző betegségek, parazitás fertőzések kezelésére alkalmasak. Mind a gyártásban, mind a termékfejlesztésben a hatályos uniós irányelvek szerint végzik tevékenységüket. Originális állatgyógyszereik, az Alphaderm és a Marbogen jelenleg 17 EU-tagállamban rendelkeznek forgalomba hozatali engedéllyel, és több mint 10 Unión kívüli országba exportálják.

### Állategészségügyi és állattenyésztési eszközök
Állatgyógyászati készítmények mellett állategészségügyi és állattenyésztési eszközöket is forgalmaz. 
VETTECH üzletága az állatorvosok számára kínál modern és kiváló ár/érték arányú termékeket. Az állatorvosok az egyszerű kézi eszközöktől a legbonyolultabb diagnosztikai berendezésekig mindent megtálalnak kínálatukban. 
ANITECH üzletága az állattenyésztéshez szükséges eszközöket, felszereléseket biztosítja Magyarország állattartói részére. A kistermelőktől a nagyüzemi állattartó telepekig mindenki megtálalja állattenyésztési áruházaikban a számára szükséges termékeket közel 15 000 cikkből álló kínálatban. 

### Kereskedelem - vevőcentrikus értékesítési rendszer
Az Alpha-Vet kis- és nagykereskedelmi csatornáin keresztül a magyarországi állattartás minden területén biztosítja az állattartáshoz szükséges termékeket. Hat városban, nyolc telephelyen folytatja állatgyógyszerek értékesítését. Partnerei az összes, Magyarországon engedéllyel rendelkező és forgalomban lévő állatgyógyászati és takarmánykiegészítő készítményt be tudják itt szerezni, a világcégek mellett a kis hazai és külföldi gyártok termékeit egyaránt. A több mint 5000 cikket tartalmazó állatgyógyszer- és takarmánykiegészítő-portfolió gerincét a saját gyártású és a kizárólagosan képviselt közel 500 termék adja.

## PET üzletág
Az Alpha-Vet a társállatok táplálásának területén szerzett több mint 20 éves tapasztalatát kamatoztatva fejlesztette ki saját kutya- és macskatápjait. Így olyan kiváló minőségű szuperprémium állateledeleket tud versenyképes áron vevőinek biztosítani, melyek mind fizikai jellemzőkben, mind pedig beltartalomban megfelelnek a legkiválóbb termékekkel szemben támasztott kritériumoknak. A fő elemek kiegyensúlyozott aránya nemcsak az állat jó egészségéről és fizikai állapotának fenntartásáról gondoskodik, de a nagyszerű ízhez is elengedhetetlen. Ezért termékeik fejlesztésénél kulcsfontosságú az ízletesség kérdése. Saját termékeik génkezelt alapanyagok kizárásával készültek, a felhasznált húsok mindig egészséges állományból származnak, és akár emberi fogyasztásra is alkalmasak. Tápjaik mesterséges tartósítószerek és színezékek felhasználása nélkül készült eledelek. Sajátmárkás állateledeleik fejlesztése során soha nem hajtott végre állatokon kísérleteket. Az Alpha-Vet Kft. Pet Food üzletága a társállatok eledeleinek és felszereléseinek értékesítésével foglalkozik. A lehető legszélesebb termékválasztékot kínálja a viszonteladók és a végfelhasználók részére egyaránt. Nagykereskedelmi tevékenységének Közép- Európában egyedülálló hátteret biztosít az 1 milliárdot meghaladó beruházással létrehozott 6000 m²-es állateledel- és -felszerelésraktáruk. A 2011-ben átadott létesítményben a jelen kor elvárásainak megfelelő színvonalú viszonteladói kiszolgálást tud megvalósítani. 

### ALPHAZOO
A kiskereskedelmi értékesítési hálózata az ALPHAZOO franchise rendszere keretein belül működik. Az ALPHAZOO kiskereskedelmi állateledel-szaküzletláncot azért hozta létre, hogy segítségére legyen a hazai állateledel-szaküzleteknek. Az ALPHAZOO franchise-hoz nem csak állateledelboltot üzemeltető vállalkozók, hanem bárki más is csatlakozhat, aki úgy gondolja, hogy az ALPHAZOO által kínált egységes termék és eladáskultúrával, folyamatos képzéssel és erős marketinggel hatékonyabban tudja működtetni vállalkozását. 
Áruházaik jellemzően 100-200 m²-es szaküzletek, azonban több 500 m² feletti áruház is van ország szerte. Az ALPHAZOO az első magyar tulajdonú, franchise rendszerű állateledelt és -felszereléseket kínáló üzlethálózat. Áruházaikban minden megtálalható, amire egy kisállatnak, illetve gazdájának szüksége lehet. Kiemelt célja, hogy Magyarországon minden 20 000 főnél nagyobb lakosú városban legyen ALPHAZOO -partnerüzlet. Ezen törekvésüket a Magyar Franchise Szövetség díjjal ismerte el, hisz az ALPHAZOO kapta 2012-ben az Év legdinamikusabban fejlődő franchise-ának járó elismerést.

## Szakmai szerepvállalás
2000-ben kezdte el kiadni havonta megjelenő ingyenes állatorvosi szaklapját. A Vet Hírek napjainkra 3800 példányban megjelenő, csak állatorvosok részére elérhető, postai úton kézbesített kiadvány. Szerkesztői az Alpha-Vet állatorvosai és szaporodásbiológusai és szaktanácsadói. 2000-ben létrehozta dr. Gál Sándorral a www.hungarovet.com weboldalt, mely a magyar állatorvosok zártkörű, ingyenes elektronikus szakmai lapja lett. Napjainkra olyan információs rendszert alakított ki, amelynek jelenleg több mint 3100 állatorvos és állatorvostan-hallgató tagja van. A www.hungarovet.com célja, hogy a gyorsan és állandóan változó szakmai információkat a lehető leggyorsabban az állatorvosok rendelkezésére bocsássa, s egyúttal a világ magyar állatorvosai és állatorvostan-hallgatói számára azonnali véleménycserére alkalmas médiumot biztosítson.
Szakmai szimpózium: az Állatorvostudományi Egyetem és a Magyar Állatorvosi Kamara a kezdetektől támogatta szakmai törekvéseit. 2007-ben rendezte meg első országos állatorvosi szimpóziumát, a Praxismenedzsment Konferenciát (PMK), mely kis- és nagyállatos szekciókra, valamint asszisztensi képzésre osztott rendezvény.

## Társadalmi felelősségvállalás
Az Alpha Segítő Kéz Állatkórházi Alapítvány több mint száz önkormányzattal együttműködve csaknem ezer kóbor kutyának talál gazdát évente.
Támogatója a hazai sportéletnek, a székesfehérvári VIDEOTON futballklubnak és a Fehérvár AV19 székesfehérvári jégkorongcsapatnak. Az Alpha Holding jelentős adományt biztosít minden évben az egészségügy, a hazai oktatás, valamint a szociális és kulturális területen dolgozó partnerei részére.
Éves szinten 50 millió forintot biztosít az „Akikre büszkék vagyunk” program keretében partnerszervezeteinek és alapítványaiknak.

## Története
Az Alpha-Vet Állatgyógyászati Kft. mint az egyik legelső állatgyógyászati termékeket, állateledelt és -felszerelést forgalmazó cég, már oly régóta jelen van a magyarországi piacon, hogy részletes története egészen 1972-ig nyúlik vissza. Ekkor alapították Magyarország egyik legnagyobb állatkórházát, a székesfehérvári állatkórházat. Tizennyolc évvel később, 1990-ben, az Állatorvostudományi Egyetem részvételével létrejött az Állatorvostudományi Egyetem (ÁOTE) Gyakorló Klinikája Kft.
1989: Létrejött az Alpha-Vet Állatgyógyászati Kft.
1992 es 1995 között több szervezeti változás következett be. A klasszikus állatkórházi szolgáltatások mellett a vállalat az elsők között kezdte meg Magyarországon az állatgyógyszer forgalmazói tevékenységet. Ezzel meghatározó szerephez jutott az állatgyógyászati termékek piacán.
1997: Mivel a vállalat szakmai öröksége az állatok gyógyítása és az állatok jólléte, így a gyógyszerforgalmazás mellett megkezdődött az állateledelek nagy- és kiskereskedelmi tevékenysége is. Kiemelt figyelmet fordítva a minőségi eledelek forgalmazására, melynek alapja az itthon még kevésbé fontos, de a tengerentúlon már megkerülhetetlen dietétikai alapelvek voltak.
1997: A vásárlók folyamatos és megfelelő tájékoztatásának érdekében a gyógyszerforgalmazó VET-ágazat és az állateledel-nagykereskedő PET-ágazat útjára indította az Alpha-Vet és az Alpha-Pet Híreket, az Alpha-Vet Kft. havi termékinformációs lapját.
1998: Az állatgyógyászati termékek és az állateledelek forgalmazása területén is piacvezető cégek közé került az Alpha-Vet Kft. Ebben az évben elnyerte a Eukanuba–Iams termékek kizárólagos forgalmazási jogát Magyarországon.
1999: Az állandóan fejlődő piac kihívásaihoz alkalmazkodva marketing és grafikai osztály kezdte meg működését. Állandó kiadványként 1999 óta minden évben megjelentet a cég egy állatorvos által írt könyvet a szakma értékeinek és fejlődésének fennmaradása érdekében. Ugyanebben az évben a gyors és zökkenőmentes kiszolgálás érdekében új gyógyszertárakkal bővült a cég Debrecenben és Sárváron.
2000: A székesfehérvári állatkórházban korszerű laboratórium kezdte meg a működését, hogy minél szélesebb körű szolgáltatást biztosítson a cég az állatorvos és állattartó ügyfelei számára. Ebben az évben új telephelyen megnyílt Magyarország legnagyobb állateledel- és -felszerelés-nagykereskedése és szakáruháza ALPHAZOO Budapest néven.
2001: Az állatgyógyszer üzletág az angol Norbrook termékek kizárólagos magyarországi forgalmazójává vált. A keleti országrész teljes körű ellátása érdekében üzlethálózat további telephellyel bővült Békéscsabán.
2002: Megnyílt a Tiszántúl legnagyobb állatgyógyszer és pet regionális központja és szakáruháza Debrecenben.
2004: Modern 2000 m²-es állateledel-raktár épült Székesfehérváron, amely a Dunántúl áruellátásában tölt be fontos szerepet.
2006: Állatgyógyszertár kezdte meg a működését Budapesten, a Szent István Egyetem Állatorvostudományi Karának épületében.
2007: Budapesten egy új, 1800 m2-es csarnok épült. A békéscsabai telephely egy 450 m²-es raktárral bővült. Debrecen 600 m²-es raktárcsarnokkal bővült.
2008: A székesfehérvári telephelyen közel 2500 m2-re bővült a gyógyszerraktár, amelyben az akkori követelményeknek megfelelő felszereltség, valamint egy 190 m²-es hűvös raktár (+8-+15 C) és egy 30 m2-es hűtőkamra (+2-+8 C) teszi lehetővé a raktárkészlet tárolását. Szintén ebben az évben a székesfehérvári Pet food szaküzlet további 200 m²-rel bővült. Ezzel a  beruházással 2008-ban Székesfehérvárott működött az ország egyik legnagyobb, közel 1000 m²-es állateledel- és -felszerelés-szaküzlete.
2008: Az Alpha-Vet Állatgyógyászati Kft. és a Phylaxia 1912. Holding Nyrt. létrehozta a  Phylaxia Pharma Zrt.-t, amely egy közös, állatgyógyászati termékeket és vitaminokat előállító és forgalmazó társaság. E nagy múltú magyar gyógyszergyártó cég múltán elismert termékeit kizárólagosan a magyarországi és az export állat yógyászati piacon az Alpha-Vet Kft. forgalmazza.
2008: A Kaspi Állateledel Kft. új többségi tulajdonosa az Alpha-Vet Állatgyógyászati Kft.
2008: Az Alpha-Vet megvásárolta az első gyártó bázisát, az Organit Termelő- és Kereskedelmi Kft.-t, amelynek egyedülálló és kiváló minőségű huminsav tartalmú termékeit egyre szélesebb körben használjak az állatok takarmányozásban. Az állati takarmányadalékokkal kapcsolatos fejlesztői és gyártói tevékenységet az Organit akkor már 7 éve folytatta, így világviszonylatban is az elsők között voltak a huminsav tartalmú termékek fejlesztését illetően.
2009: Budapesten új beruházás vette kezdetet. A fejlesztések célja: 7000 m2-en létrehozni Közép-Európa egyik legnagyobb állategészségügyi és Pet centrumát azért, hogy a termékek folyamatos bővítésével az Alpha-Vet elnyerje még további európai uniós cég termékeinek kizárólagos magyarországi forgalmazási jogát. A központ 2011-ben került átadásra.
2009: Az Alpha-Vet Kft. a német Kon-Pharma és a belga Huvepharma disztribútora lett.
2009: Az Alpha-Vet Kft. eredményes nagykereskedőként a hazai állateledel-kiskereskedelem piacán, egyedülálló módon létrehozta franchise rendszerben működő magyar állateledel- és -felszerelés-szaküzlethálózatát, az ALPHAZOO-t.
2010: Az Alpha-Vet Állatgyógyászati Kft. megvásárolta a Phylaxia bábolnai gyógyszergyártó üzemet. A beruházás egyik fő szempontja az Alpha-Vet Állatgyógyászati Kft. azon törekvése, hogy segítsen fenntartani a magyarországi állatgyógyszer gyártást. A gyógyszer törzskönyvezés megkezdésével, szakmai eltökéltséget és hazai tudásba, fejlesztésbe vetett hitet is kifejezi az Alpha-Vet Állatgyógyászati Kft. A gyógyszeripar a világon mindenhol az egyik legnagyobb hozzáadott értékű üzletág, a folyamatos innovatív kutatás és fejlesztés okán.
2011: Az Alpha-Vet Állatgyógyászati Kft. elnyerte a legkiemelkedőbb magyar vállalkozásának járó rangos Business Superbrands díjat. 2011- ben és az azt követő évben az Alpha-Vet Kft. megkapta a legstabilabb pénzügyi háttérrel rendelkező vállalatoknak járó kiválósági díjat, a Soliditet „AAA” tanúsítványát.
2011: A vállalat saját fejlesztésű huminsav tartalmú termékeinek hasznosságát és a vevők elégedettséget a 2011. évi Országos Mezőgazdasági és Élelmiszeripari Kiállításon díjjal jutalmazták. A Vitapol a Magyar Állattenyésztésért Nagydíjas Termék lett.
2011: Az Alpha-Vet Állatgyógyászati Kft. és még 16 vállalat közös vagyonkezelő cégeként létrejött az Alpha Befektetési Holding Vagyonkezelő Zrt.
2012: Az Alpha-Vet Kft a Petfarmvet Kft. megvásárlásával létrehozta az ANITECH állattenyésztési eszközöket és felszereléseket forgalmazó üzletágat. Az ANITECH 2 budapesti szakáruházzal és raktárral kezdte meg működését.
2012: A vállalat Innovációs tevékenysége révén létre jött a kutatási fejlesztési – és regisztrációs osztály, valamint termékfejlesztési igazgatóságok. A kutatás-fejlesztési tevékenység célja olyan termékek (elsősorban állatgyógyászati termékek, ideértve állatgyógyászati készítmények, állatgyógyászati gyógyhatású készítmények, ápolószerek,
biocidok, takarmányok, kiegészítő takarmányok) kifejlesztése, amelyek megalapozzák az Alpha-Vet Kft. exporttevékenységét és erősítik a vállalat belkereskedelmét.
2013: A vállalat PET üzletága megkezdte saját economy, prémium és szuperprémium állateledeleinek fejlesztését.
2013: Új VETTECH üzletágával az Alpha-Vet képessé vált, hogy az állatorvosokat korszerű és nagy értékű műszerekkel, fogyó- és diagnosztikai eszközökkel lássa el.
2013: A vásárlók folyamatos és megfelelő tájékoztatásának érdekében az ANITECH útjára indította az ANITECH magazint, mely az állattenyésztési szakáruház havi termékinformációs lapja.
2013: A keleti országrész legjelentősebb riválisának, az Invet Kft.-nek a felvásárlásával az Alpha-Vet Kft. Magyarország piacvezető gyógyszerforgalmazója és állateledel-nagykereskedője lett.
2014: Az Alpha-Vet Kft. megkezdte állatgyógyászati készítményeink gyártását Bábolnán. Az üzem beruházási, illetve az új termékek fejlesztési költsége meghaladta a 3 milliárd forintot. Az üzemet Magyarország miniszterelnöke, Orbán Viktor adta át.
2015: Balatonfűzfőn az Alpha-Vet Kft. növényi tápanyagoldat gyártó üzeme megkezdte a gyártást. Elsődleges cél, hogy a legjobb minőségű, saját fejlesztésű, az importnál jóval olcsóbb hazai termékeket jutassunk a piacra.
2016: A gyógyszer szállítás egyre szigorodó minőségügyi feltételei okán új raktártömb létrehozása valósult meg 200 millió forintos uniós támogatással Székesfehérváron. A székesfehérvári logisztikai és állatgyógyszer centrum Közép- és Nyugat-Magyarországi 
állatgyógyszer logisztikát és raktározás további fejlesztését támogatja. Az uniós előírásoknak megfelelő raktárbázison elkülönített raktárhelyek, hűvös raktár és a legfejlettebb hűtőberendezések állnak a rendelkezésre. A beruházás gyorsabb munkafolyamatot és gyors kiszolgálást, valamint jobb munkahelyi légkört tesz lehetővé.
2017: Az AlphaVet szerethető munkahely díjas KKV 2017/2018-ban. A dolgozók szakmai fejlődésének lehetősége, a munkakörnyezet, a munka és magánélet egyensúlya és a vállalaton belüli közösségi élet, ami alapján több kategóriában is díjat kapott az AlphaVet.
Gyártó kategóriában, Európa legjobb magyar vállalata lett a székesfehérvári székhelyű Alpha-Vet Állatgyógyászati Kft. a European Business Awardson.

## Az Alpha-Vet által kiadott könyvek
| Szerző                                     | Cím | Kiadás éve |
| Dr. Serényi Antal                          | A magyar állatorvoslás, állatorvosképzés, az állategészségügy kialakulása és fejlődéstörténete a kezdetektől 1956-ig  | 2000       |
| Dr. Kégl Tamás                             | Ha az elefántnak szorulása van                                                                                        | 2002       |
| Dr. Kováts Jenő                            | Emlékezel | 2004       |
| Dr. Bartalis Imre                          | A paraszti huncutságok, avagy egy állatorvos naplótöredékei                                                           | 2005       |
| Dr. Kováts Jenő                            | Az állat és orvosa a hadseregben                                                                                      | 2006       |
| Dr. Kégl Tamás                             | Ha az elefántnak talpfekélye van                                                                                      | 2005       |
| Dr. Bartalis Imre                          | Velünk élő történelem                                                                                                 | 2007       |
| Dr. Kováts Jenő és dr. Korzenszky Emőd     | Az Állategészségügyi igazgatásról                                                                                     | 2008       |
| Dr. Mészáros János és dr. Landy László     | Volt egyszer egy járvány                                                                                              | 2009       |
| Dr. Bartalis Imre                          | Egy állatorvos naplótöredékei                                                                                         | 2009       |
| Dr. Karasszon Dénes és dr. Sziebert István | Állatorvosok a történelem sodrában                                                                                    | 2010       |
| Dr. Bartalis Imre                          | Magyar tragédiák | 2011       |
| Dr. Karasszon Dénes és dr. Keleméri Gábor  | Dr. Jármai Károly élete és munkássága                                                                                 | 2011       |
| Dr. Kádár Tibor                            | Magyar állategészségügyi igazgatás 1938-1972                                                                          | 2012       |
| Dr. Karasszon Dénes                        | Az állatorvoslás története képekben                                                                                   | 2013       |
| Dr. Fehér Dezső                            | A legendás Kincsem | 2014       |
| Dr. Hollós László                          | A Kulcsi Hatok emlékkönyve                                                                                            | 2015       |
| Dr. Kégl Tamás                             | Ha az ember visszaemlékezik                                                                                           | 2016       |
| Dr. Mészáros János                         | Így és ilyen korban éltem én                                                                                          | 2017       |
| Dr. Hollós László                          | A magyar állatorvoslásról Fejér és Somogy megyében, az elmúlt évszázadban még fellelhető eredeti dokumentumok szerint | 2018       |
| Dr. Horváth Béla                           | Futásomat elvégeztem                                                                                                  | 2019       |
| Dr. Fehér Dezső                            | Csodákra emlékezni jó                                                                                                 | 2019       |
| Dr. Seregi János                           | Szakmai fórum 5 éve Vas megyében                                                                                      | 2020       |
| Dr. Kassai Tibor                           | Életforgácsok | 2020       |
| Dr. Bartalis Imre                          | Mi végre vagyunk a világon?                                                                                           | 2020       |
| Dr. Prokopp László                         | Bepillantás egy vasdiplomás állatorvos hivatalos külföldi időutazásaiba és hazai emléktárába                          | 2021       |